# 唐括德温
唐括德温（?—?），本名唐括阿里，金朝将领，女真族，上京（今黑龙江省哈尔滨市阿城区南）率河人，龙虎卫上将军唐括挞懒子。
唐括德温骁勇善骑射。娶金睿宗女楚国长公主为妻。天眷三年（1140年），授宣武将军。皇统元年（1141年），从都元帅完颜宗弼攻南宋，以善突战升任为广威将军。皇统六年（1146年），迁定远大将军。皇统七年（1147年），授殿前右副都点检。海陵王完颜亮即位，天德初年，改任殿前左副点检，转任兵部尚书。出为大名尹兼本路兵马都总管，改为横海军节度使，官至延安尹，兼鄜延路兵马都总管。金世宗即位，封道国公，世袭谋克，为殿前都点检、驸马都尉。历劝农使、西京留守。在官任上去世。其子唐括鼎、唐括贡。

## 延伸阅读
[在维基数据编辑]
 《金史·卷120》，出自脱脱《遼史》